# Astre fictif
 (août 2024).
Si vous disposez d'ouvrages ou d'articles de référence ou si vous connaissez des sites web de qualité traitant du thème abordé ici, merci de compléter l'article en donnant les références utiles à sa vérifiabilité et en les liant à la section « Notes et références ».

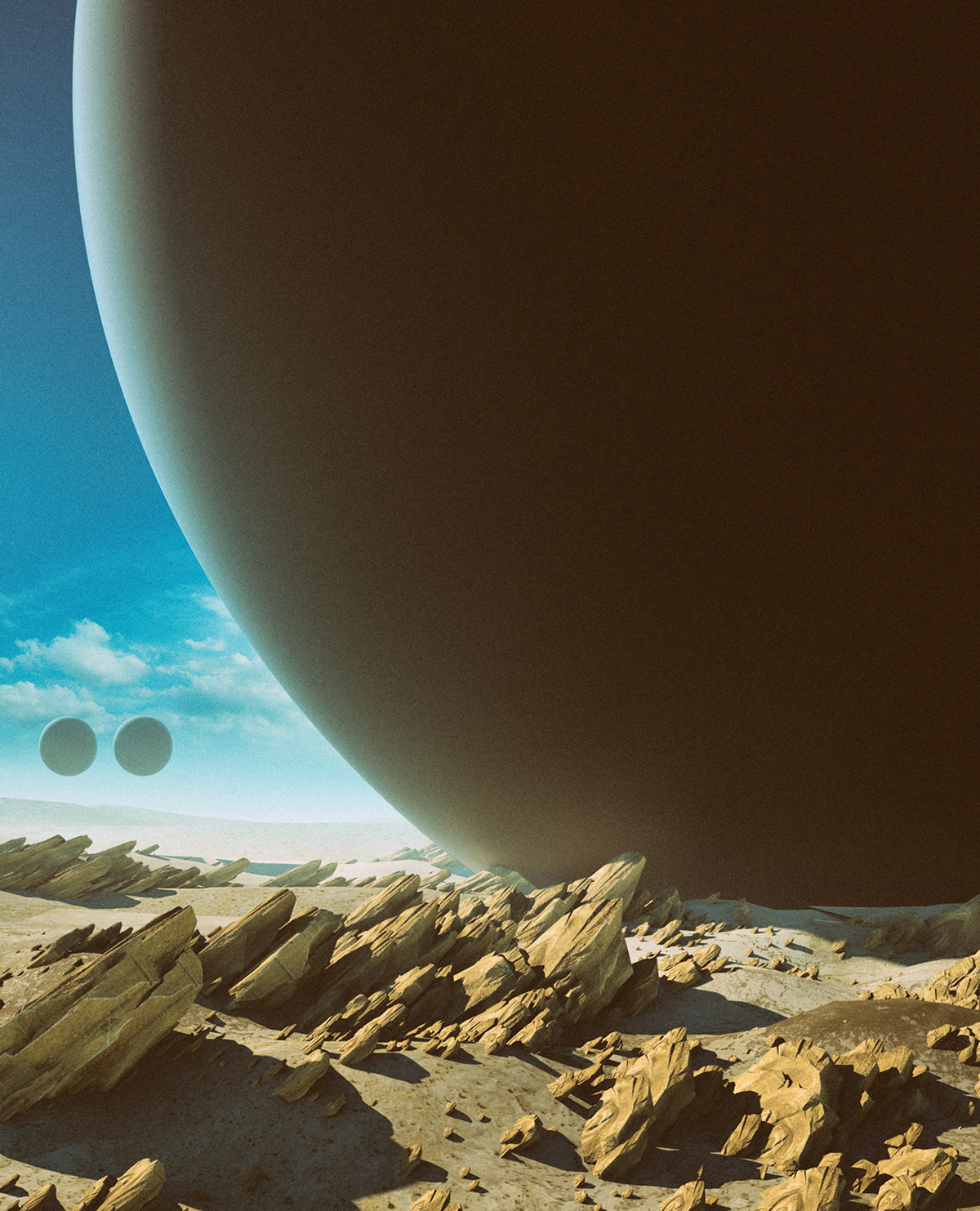
Une sphère noire géante au-dessus d'une formation rocheuse.

Un astre fictif est un corps céleste imaginaire, souvent mais pas toujours une planète, créé dans divers médias (films de science-fiction, dessins animés, romans…). Il sert notamment de cadre à de nombreux romans ou films appartenant au space opera ou au planet opera.
Exemples :
- Astres de Star Wars
- Terminus d'Isaac Asimov (Cycle de Fondation)
- Trantor d'Isaac Asimov (Cycle de Fondation)
- Planètes de Dragon Ball
- Planètes de Dune
- Douze Colonies de Battlestar Galactica
- Lieux du Cycle des Inhibiteurs
- Planètes de la Saga du Commonwealth
- Planètes de Stargate
- Tralfamadore dans l'œuvre de Kurt Vonnegut
- Krypton dans la bande dessinée et le dessin animé Superman
- Antioche dans La Nef des fous de Richard Paul Russo
- Sao Paulo dans Le Chasseur et son ombre de George R. R. Martin, Gardner Dozois et Daniel Abraham
- Vinéa dans un des cycles de la série de bande dessinée Yoko Tsuno